# Gonomyia marquesana
Gonomyia marquesana är en tvåvingeart som beskrevs av Alexander 1932. Gonomyia marquesana ingår i släktet Gonomyia och familjen småharkrankar. Inga underarter finns listade i Catalogue of Life.